# Station blackout
Station blackout, ett läge då en kärnreaktor  varken har tillgång till elnätet eller en lokal elkälla. Reaktorerna i Fukushima I drabbades av station blackout den 11 mars 2011, då elnätet först slogs ut av en jordbävning och reservkraftdieslarna slogs ut cirka en halvtimme senare av den efterföljande tsunamin.